# بانک قرض‌الحسنه رسالت
بانک قرض‌الحسنه رسالت یکی از بانک‌های دارای مجوز از بانک مرکزی ایران است. این بانک با اعطای وام‌های قرض‌الحسنه (وام بدون سود، بدون کارمزد) و همچنین ارائهٔ خدمات بانکی در زمینهٔ اعطای وام و دیگر خدمات مالی فعالیت می‌کند. تمامی فعالیت‌های بانکی، افتتاح حساب، صدور کارت و دیگر موارد در این بانک به صورت برخط انجام می‌شود.
بانک رسالت اولین بانک دیجیتال ایران است که اقدام به ارائهٔ افتتاح حساب آنلاین و ارائهٔ خدمات آنلاین بانکی کرده است.

## رشد سهام
نماد بانک قرض‌الحسنه رسالت در بورس ایران با نام «وسالت» در بازار پایه زرد درحال معامله است و در ۲۵ آبان ۱۳۹۹ سهام این شرکت در یک روز معاملاتی حجمی بی‌سابقه معادل ۴۵ میلیون برگه سهم را به ثبت رساند به گونه ای که هفت شخص حقیقی به صورت درصدی به این نماد وارد شدند. با توجه به دستورالعمل سازمان فرابورس اوراق و بهادر تهران معاملات این روز باید ابطال می‌شد اما توسط ناظر این سهم تأیید شد.

### رشد بی‌سابقه
از آبان سال ۱۳۹۹ تا تاریخ آبان سال ۱۴۰۱ این سهم رشد بسیار بی‌سابقه‌ای به ثبت رساند به گونه ای که هر برگه سهم ۱۰۰ تومانی تا تاریخ ۱۴۰۱/۸/۲۱ به قیمت ۹۳۵۰ تومان رسید (نمودار تعدیل شده).

### نظر کارشناسان
عده ای از فعالان بازار سرمایه معتقدند که افزایش درآمدهای عملیاتی شرکت مربوط به فروش اکثر شعب بانک بوده و سود آوری شرکت تغییر محسوسی نداشته. همچنین از نظر کارشناسان این نماد بسیار به سفته بازی مشکوک بوده و حتی در پرونده تحقیق و تفحص فولاد مبارکه، شرکت فولاد مبارکه مبلغ هنگفتی به این بانک پرداخته است و رد پا این بانک در این پرونده نیز دیده شده. اما عده ای دیگر معتقدند از دلایل اقبال سهامداران و فعالان بازار به این سهم، سپرده‌گذاری و سرمایه‌گذاری درست منابع در اوراق توسط این بانک بوده که به افزایش ۳۳۳درصدی درآمد سپرده‌گذاری و اوراق بدهی منجر شده است. همچنین مدیریت درست هزینه‌ها در این بانک موجب شده است تا حاشیه سود این بانک از ۵ درصد در سال ۹۹ به ۴۶ درصد در سال ۱۴۰۰ افزایش پیدا کند.

## اعضای هیئت مدیره[۹]
| نام               | سمت                            |
| ----------------- | ------------------------------ |
| محمدحسین حسین‌زاده | مدیرعامل و عضو اصلی هیئت مدیره |
| علی سلطانی        | رئیس هیئت مدیره                |
| مهدی یزدچی        | نائب رئیس هیئت مدیره           |
| مصطفی عسکری‌پور    | عضو اصلی هیئت مدیره            |
| هادی گرمابدری     | عضو اصلی هیئت مدیره            |